# عرقون برودي
عرقون برودي (الاسم العلمي:Euphrasia frigida) هو نوع من النباتات يتبع جنس العرقون من الفصيلة الهالوكية.